# Institute for Housing and Urban Development Studies

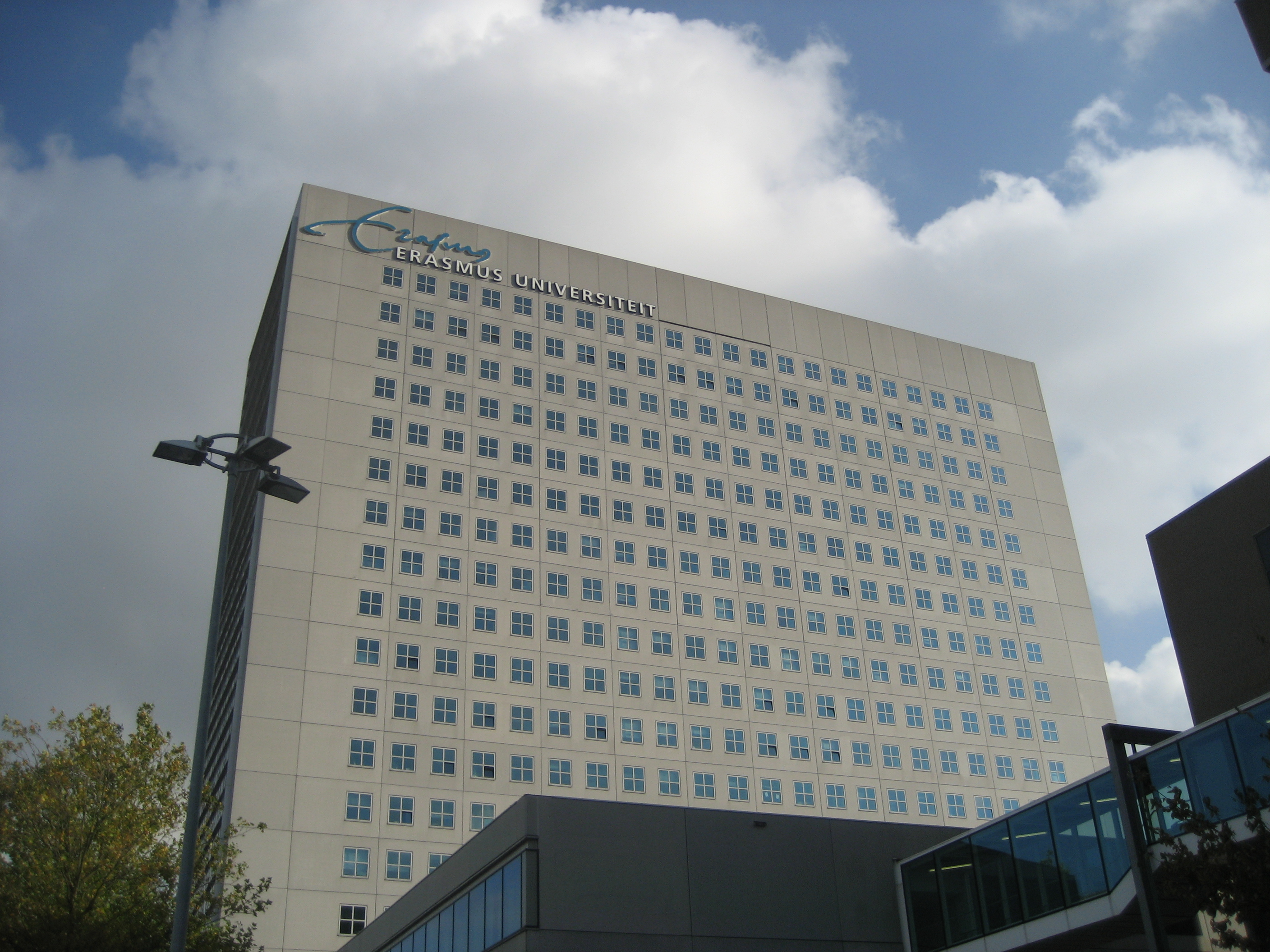
IHS (Erasmus-Universität Rotterdam)

Das Institute for Housing and Urban Development Studies (IHS) ist ein international ausgerichtetes Institut an der niederländischen Erasmus-Universität Rotterdam, das sich mit den Themen Stadtmanagement und -entwicklung auseinandersetzt. Die Tätigkeitsfelder des 1958 als „Bouwcentrum“ gegründeten Instituts umfassen postgraduale Ausbildung, Beratung und angewandte Forschung in den Bereichen Stadtmanagement, Wohnbau und städtebauliche Planung.

## Geschichte

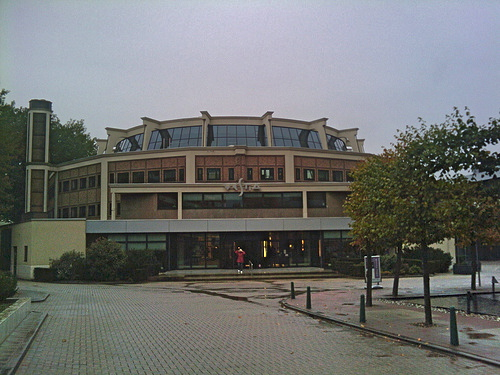
Rundes Gebäude, Kruisplein, Rotterdam

Das IHS wurde 1958 als eine von sechs niederländischen Hochschulen mit internationaler Ausrichtung (wie auch das International Institute of Social Studies, ISS, das International Institute for Geo-Information Science and Earth Observation oder UNESCO-IHE, Institut für Wasser-Ausbildung) gegründet.
Zur Zeit der Gründung trug das IHS den Namen Bouwcentrum – später Bouwcentrum International Education (BIE) – und war im markanten „runden Gebäude“ in der Innenstadt Rotterdams untergebracht (51° 55′ 18″ N, 4° 28′ 7″ O). Jan van Ettinger Sr., der damalige Direktor des Rotterdammer Instituts, dessen Bestehen dem notwendigen Wiederaufbau Rotterdams nach dem Zweiten Weltkrieg geschuldet ist, rief den ersten IHS-Lehrgang mit dem Namen „International Course on Building“ ins Leben, mit dem Ziel, Städteplanern, Ingenieuren und Architekten aus Entwicklungsländern aus Entwicklungsländern systematische Methoden zum Erreichen von Baustandards zu vermitteln. 1972 wurde das Ausbildungsangebot erweitert.
Im Jahr 1982 wurde der Name des Instituts auf „Institute for Housing Studies“ (IHS) abgeändert. Gleichzeitig bekamen die Lehrgänge eine neue Ausrichtung und konzentrierten sich auf die Vermittlung von Wissen zur Problembehandlung in lokalen Zusammenhängen. 1990 brachte neben einer weiteren Namensänderung (Institute for Housing and Urban Development Studies, bei Beibehaltung des Akronyms IHS) eine Kooperation mit der Erasmus-Universität Rotterdam bezüglich eines Master-Lehrgangs zum Thema „Urban Management“.
2004 wurde IHS als unabhängiges Institut in den Verband der Erasmus-Universität Rotterdam als Tochter-Institut der Fakultät der Sozialen Wissenschaften und der Erasmus School of Economics integriert. Im akademischen Jahr 2012/2013 feierte das IHS sein 55-jähriges Bestehen. Der heutige Direktor des Instituts ist Kees van Rooijen.

## Weblink
- Institute for Housing and Urban Development Studies